# Coleophora gryphipennella
Coleophora gryphipennella é uma espécie de mariposa do gênero Coleophora pertencente à família Coleophoridae.